# Kanzlerzeile
Die Kanzlerzeile ist in einer mittelalterlichen Königsurkunde die Unterschrift eines hohen Beamten der Kanzlei, der damit die formelle Korrektheit der Urkunde bestätigt. In der Karolingerzeit wurde die Kanzlerzeile mit einem Christusmonogramm eingeleitet und endete mit dem individuell ausgestalteten Wort subscripsi, dem sogenannten Rekognitionszeichen.